# إرناني (إسبانيا)
إرناني (بالإسبانية: Hernani) هي مدينة تقع في مقاطعة غيبوثكوا التابعة لمنطقة إقليم الباسك شمال إسبانيا.

## الديموغرافيا
بلغ عدد سكان مدينة إرناني 19.296 نسمة عام 2011 (وفقاً للمعهد الوطني للإحصاء الإسباني).
| 18.627 | 18.682 | 18.661 | 18.827 | 19.119 | 19.289 | 19.296 |

## أعلام
- غوركا كيخيرا
- بيرناندينو بيريز
- راؤول غارسيا فرنانديز
- خوسيه غارسيا